# Konrad Wünsche

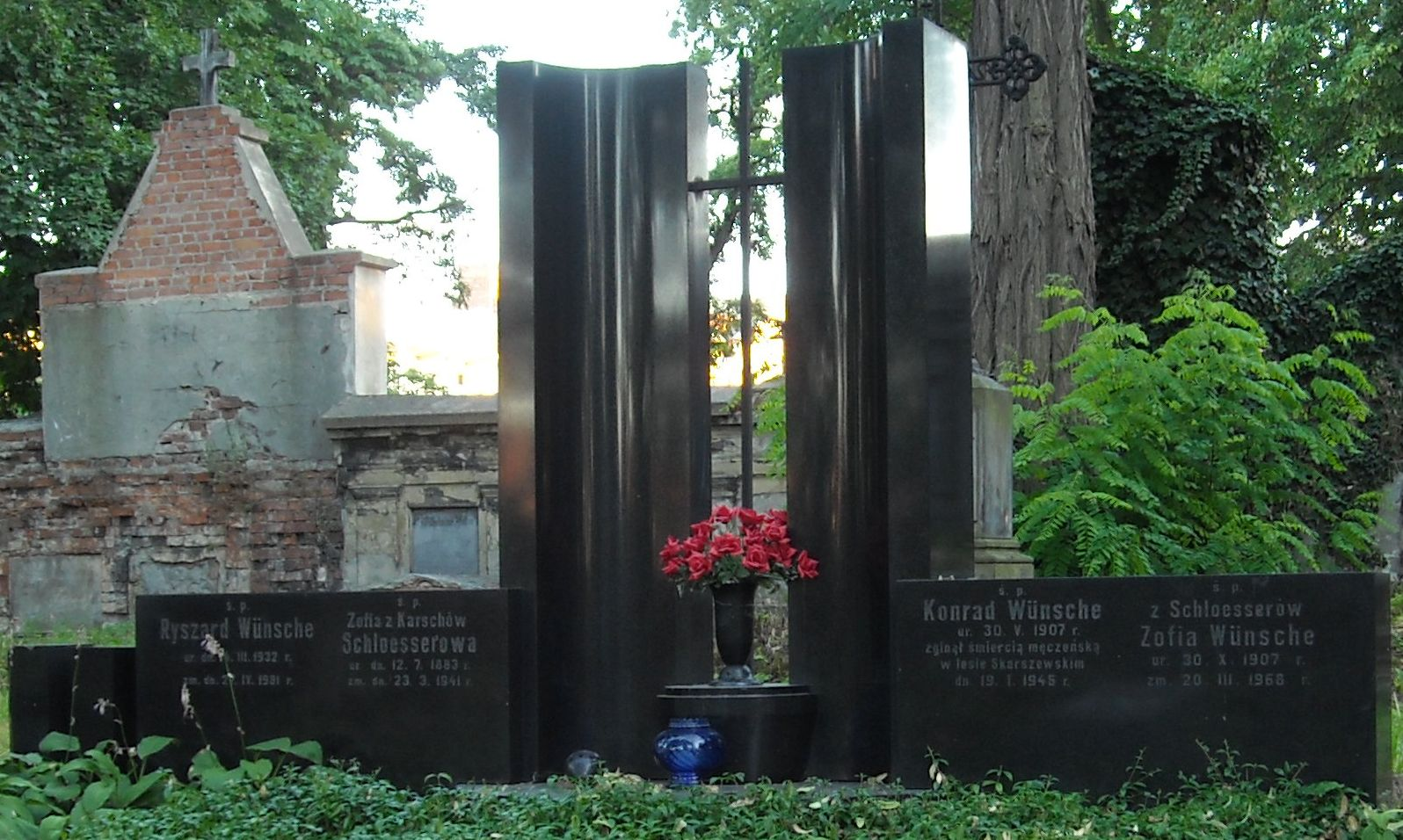
Grobowiec rodzin Wünsche i Schloesserów na cmentarzu ewangelicko-augsburskim w Kaliszu

Konrad Wünsche, także Wunsche, Winsze (ur. 30 maja 1906 albo 1907 w Plucicach, zm. 30 maja 19 stycznia 1945 w Skarszewie) – polski właściciel ziemski niemieckiego pochodzenia, oficer i działacz konspiracyjny w czasie II wojny światowej.

## Życiorys
Syn Feliksa i Heleny z domu Netzel. Pochodził z rodziny niemieckiej osiadłej w Kaliskiem. Administrator majątku w Opatówku. Po ślubie z córką właściciela Zofią z domu Schloesser odziedziczył cały majątek. Był między innymi właścicielem majątku Winiary k. Kalisza. 26 czerwca 1929 prezydent RP mianował go podporucznikiem w rezerwie ze starszeństwem z dniem 1 stycznia 1929 w korpusie oficerów kawalerii i 36. lokatą, a minister spraw wojskowych wcielił do 2 Pułku Szwoleżerów Rokitniańskich w Starogardzie. W 1934, jako oficer rezerwy pozostawał w ewidencji Powiatowej Komendy Uzupełnień Kalisz. Posiadał przydział w rezerwie do 10 Pułku Strzelców Konnych w Łańcucie. Na porucznika rezerwy awansował ze starszeństwem z 1 stycznia 1936 i 28. lokatą w korpusie oficerów kawalerii.
W kampanii wrześniowej w 1939 dowodził II plutonem 2. szwadronu 7 Pułku Strzelców Konnych Wielkopolskich. 19 września objął dowództwo 2. szwadronu po poległym rotmistrzu Stanisławie Jankowskim. Walczył w bitwie nad Bzurą, a następnie w obronie Warszawy. Po kapitulacji załogi stolicy dostał się do niemieckiej niewoli. 25 października 1939 przebywał w Oflagu XI B Braunschweig.
Od 1943 działał w konspiracyjnej organizacji wywiadowczej Miecz i Pług, potem w strukturach Armii Krajowej. W swoim majątku prowadził potajemnie szkolenie wojskowe. Za wiedzą podziemia podpisał volkslistę, co miało zapewnić większe bezpieczeństwo w działalności konspiracyjnej. W marcu 1944 wraz z innymi Polakami pochodzenia niemieckiego (min. właścicielem fabryki pianin "Arnold Fibiger" Alfredem Fibigerem i jego siostrą Elwirą, Alfredem Nowackim, Emilem i Henrykiem Fulde, Jerzym Drescherem, Brunonem Lompą, Bożeną Deutschmann) został uwięziony podczas masowych aresztowań przeprowadzonych przez gestapo w Kaliszu. Dla nazistów odkrycie konspiracyjnej działalności osób pochodzenia niemieckiego w polskim podziemiu było tak wielkim zaskoczeniem, że postanowili ich osądzić i skazać w pokazowym procesie. Konrad Wünsche wraz z innymi był sądzony podczas wyjazdowej sesji Trybunału Ludowego z Berlina (Volksgerichtshofu). Proces odbył się w dniach 6-9 grudnia 1944 w obecności namiestnika Rzeszy Niemieckiej w Kraju Warty, gauleitera Arthura Greisera. Razem z Greiserem proces obserwowali przedstawiciele niemieckich miejscowych władz partyjnych i państwowych oraz prezes Sądu Proboss, prokurator Steinberg i kierownik Urzędu Okręgu do spraw Ludnościowych, kurator uniwersytecki, doktor Streit. Prawie wszyscy oskarżeni, w tym K. Wünsche, za zdradę narodu niemieckiego i szpiegostwo zostali skazani na karę śmierci.
Zgodnie z obowiązującym prawem niemieckim wyrok śmierci mógł zostać wykonany dopiero po upływie stu dni. Jednakże do Kalisza zbliżały się wojska sowieckie i w tej sytuacji 19 stycznia 1945, na dwa dni przed zajęciem Kalisza przez Armię Czerwoną, Konrad Wünsche został rozstrzelany w grupie 56 innych członków antyhitlerowskiego podziemia w lesie koło Skarszewa. Po ekshumacji dokonanej 26 kwietnia 1945 i rozpoznaniu zwłok został pochowany w rodzinnym grobowcu na cmentarzu ewangelicko-augsburskim w Kaliszu. Symboliczna mogiła jest też na cmentarzu Tynieckim, gdzie pochowano osoby pomordowane w lesie skarszewskim, których nie udało się zidentyfikować.

## Ordery i odznaczenia
- Krzyż Srebrny Orderu Wojskowego Virtuti Militari[12]
- Krzyż Walecznych pośmiertnie za działalność konspiracyjną